# Numilog.com
 (juin 2015).
Numilog.com est un distributeur et diffuseur français de livres numériques. Fondée en 2000, l'entreprise a été rachetée en mai 2008 par Hachette Livre, puis cédée en 2012.

## Description
Numilog.com se positionne sur divers segments[source secondaire souhaitée], dont :
- l'accompagnement des éditeurs dans leur démarche de numérisation, de distribution et de diffusion numérique
- le développement de Bibliothèques Numériques avec, entre autres, la mise en œuvre de prêt numérique
- la création d'eBook Store pour les librairies désirant proposer une offre numérique

## Historique
La société Numilog, créée en avril 2000 par son actuel dirigeant, Denis Zwirn, est dès sa création une librairie en ligne mais également un prestataire de services B to B, avec un département fabrication et diffusion de livres numériques. Sur un marché en pleine expansion, la société connaît rapidement une croissance qui lui permet, en 2003, de référencer plus de 3 500 titres dans son catalogue, en français et en anglais.
Numilog a vendu plus de 50 000 livres numériques auprès des particuliers et des bibliothèques.[réf. nécessaire]
En 2012, Hachette Livre rétrocède Numilog à Denis Zwirn[source secondaire souhaitée].
En juillet 2024, Numilog s'associe avec ePagine, spécialisée dans la commercialisation de livres numériques, pour lancer l’application de lecture Louise Reader. Conçue en partenariat avec les éditions digitales ABM, l'application permet d’accéder, avec une adresse mail, à l’intégralité des titres numériques acquis,.
En septembre 2024, Numilog devient le distributeur diffuseur numérique de Pollen,.